# Enfant de l'esprit
Ne doit pas être confondu avec Les Enfants de l'esprit ou L'Enfant de l'amour.
Enfant de l'esprit (titre original : A Child of Mind) est une nouvelle de science-fiction, à tonalité dramatique, écrite par Norman Spinrad.

## Publications et notoriété
La nouvelle est publiée en janvier 1965 dans Amazing Stories.
Elle a été publiée à huit reprises dans des recueils de nouvelles de Norman Spinrad ou des anthologies regroupant des auteurs distincts.
Elle est notamment parue aux États-Unis dans l'un des recueils les plus connus de Norman Spinrad, The Last Hurrah of the Golden Horde.
Elle paraît en France dans le recueil Au cœur de l'orage (1979), avec une traduction de Patrice Duvic.

## Résumé
Kelton, Blair et Dexter, explorateurs spatiaux de la Terre, arrivent sur une planète tellurique parfaitement adaptée à la vie humaine.
Ils découvrent avec étonnement que si les espèces animales autochtones sont composées de deux sexes, le sexe féminin est étrangement composé de deux formes de vie radicalement différentes l'une de l'autre. La première forme de sexe féminin est, comme sur Terre, celle propre à chaque espèce ; la seconde est commune à toutes les espèces et constitue en fait une espèce différente qui prend la forme des espèces qu'elle « copie ».
Les astronautes découvrent aussi que cette espèce, appelée « Téléplasme » par Kelton, est dotée de pouvoirs télépathiques et qu'elle a la faculté de comprendre « quel type de féminité » est recherché par tel ou tel mâle de la planète. Les éléments de téléplasme prennent alors la forme féminine désirée par les mâles. Et il advient aux astronautes ce qu'il doit advenir : trois femmes se présentent à eux peu après. Ces trois femmes ont la taille, le poids, les traits, la tonalité de voix, le caractère des femmes tels que les astronautes se les représentent dans leurs fantasmes les plus cachés. Pour eux, il s'agit de « femmes parfaites », aptes à les comprendre parfaitement et à agir exactement comme ils le souhaitent. Kelton voit ses compagnons se prélasser avec leurs amoureuses, qui préviennent chacun de leurs désirs ; lui-même vit une existence merveilleuse avec sa nouvelle compagne.
Mais Kelton sait aussi que d'autres humains se poseront un jour ou l'autre sur la planète, et que le téléplasme ne tardera pas à être importé, légalement ou par contrebande, sur Terre. À long terme, cela aura pour conséquence que tous les mâles sur Terre préfèreront avoir des compagnes de téléplasme, plutôt que des femmes de chair et de sang. L'humanité verra la fin du sexe féminin ; l'anéantissement de l'espèce humaine est inéluctable.
Le cœur gros, avec le sentiment de devoir accomplir une monstruosité, Kelton prend le chemin du vaisseau spatial, se met en orbite autour de la planète, et lance le programme « Stérilisation planétaire ».
La nouvelle se termine sur ces mots : « Pardonne-moi, Blair ! Pardonne-moi, Dexter ! Pardonne-moi, Enfant de mon Esprit ! Il savait très bien que lui, il ne se le pardonnerait jamais. Il appuya sur le bouton. »